# Asplenium balense
Asplenium balense là một loài dương xỉ trong họ Aspleniaceae. Loài này được Chaerle & Viane mô tả khoa học đầu tiên năm 2007.
Danh pháp khoa học của loài này chưa được làm sáng tỏ. 